# 린네 내각
린네 내각(핀란드어: Rinteen hallitus 린텐 할리투스[*])는 핀란드 공화국의 제75대 내각이다. 2019년 핀란드 의회선거의 결과 사회민주당, 중앙당, 녹색동맹, 좌파동맹, 스웨덴인당이 연정하여 2019년 6월 6일 성립되었다. 제1당인 사회민주당 주석 안티 린네가 총리가 되었다.
린네는 이 내각을 "새로운 석간주", "인민전선"이라고 자평했고 다양한 야심찬 정책들을 내놓았다. 하지만 2019년 12월 3일자로 린네가 대통령에게 사표를 제출하면서 도각되어 단명내각으로 남았다. 다음 내각이 조각될 때까지 임시로 린네 내각이 국무를 처리한다.

## 각료구성
| 직책                                                                     | 성명                | 재임기간                       | 정당 | 정당       |
| ------------------------------------------------------------------------ | ------------------- | ------------------------------ | ---- | ---------- |
| 총리 Pääministeri                                                        | 안티 린네           | 2019년 6월 6일-현재            |      | 사회민주당 |
| 부총리 Pääministerin sijainen                                            | 미카 린틸래         | 2019년 6월 6일-2019년 9월 12일 |      | 중앙당     |
| 부총리 Pääministerin sijainen                                            | 카트리 쿨무니       | 2019년 9월 12일-현재           |      | 중앙당     |
| 재무장관 Valtiovarainministeri                                           | 미카 린틸래         | 2019년 6월 6일-현재            |      | 중앙당     |
| 내무장관 Sisäasiainministeri                                             | 마리아 오히살로     | 2019년 6월 6일-현재            |      | 녹색동맹   |
| 교육장관 Opetusministeri                                                 | 리 안데르손         | 2019년 6월 6일-현재            |      | 좌파동맹   |
| 법무장관 Oikeusministeri                                                 | 아나마야 헨리크손   | 2019년 6월 6일-현재            |      | 스웨덴인당 |
| 외무장관 Ulkoasiainministeri                                             | 페카 하비스토       | 2019년 6월 6일-현재            |      | 녹색동맹   |
| 가족복지장관 perhe- ja peruspalveluministeri                             | 크리스타 키우루     | 2019년 6월 6일-현재            |      | 사회민주당 |
| 지방개혁장관 kunta- ja uudistusministeriksi                              | 시르파 파테로       | 2019년 6월 6일-현재            |      | 사회민주당 |
| 농림장관 Maa- ja metsätalousministeri                                    | 야리 렙패           | 2019년 6월 6일-현재            |      | 중앙당     |
| 학문문화장관 Tiede- ja kulttuuriministeri                                | 안니카 사릭코       | 2019년 6월 6일-2019년 8월 9일  |      | 중앙당     |
| 학문문화장관 Tiede- ja kulttuuriministeri                                | 한나 코소넨         | 2019년 8월 9일-현재            |      | 중앙당     |
| 경제장관 Elinkeinoministeri                                              | 카트리 쿨무니       | 2019년 6월 6일-현재            |      | 중앙당     |
| 유럽장관 Eurooppaministeri                                               | 튓티 툽푸라이넨     | 2019년 6월 6일-현재            |      | 사회민주당 |
| 개발협력 및 무역장관 Kehitysyhteistyö- ja ulkomaankauppaministeri        | 빌레 스킨나리       | 2019년 6월 6일-현재            |      | 사회민주당 |
| 교통통신장관 Liikenne- ja viestintäministeri                             | 산나 마린           | 2019년 6월 6일-현재            |      | 사회민주당 |
| 북유럽협력 및 평등장관 Pohjoismaisen yhteistyön ja tasa-arvon ministeri) | 토마스 블롬퀴스트   | 2019년 6월 6일-현재            |      | 스웨덴인당 |
| 방위장관 Puolustusministeri                                              | 안티 카익코넨       | 2019년 6월 6일-현재            |      | 중앙당     |
| 사회보건장관 Sosiaali- ja terveysministeri                               | 아이노카이사 페코넨 | 2019년 6월 6일-현재            |      | 좌파동맹   |
| 노동장관 Työministeri                                                    | 티모 하락카         | 2019년 6월 6일-현재            |      | 사회민주당 |
| 환경기후변화장관 Ympäristö- ja ilmastoministeri                          | 크리스타 믹코넨     | 2019년 6월 6일-현재            |      | 녹색동맹   |